# Faltosch
Der Faltosch, auch  Faltasch, die Faltsch oder Fallsche, war ein moldauisches Feldmaß.
Das Maß war nicht einheitlich groß, entsprach jedoch im Wesentlichen folgenden Verhältnissen:
- 1 Faltosch = 2880 Quadrat-Stingene = etwa 14100,6 Quadratmeter
- 1 Faltosch = 141 Ar[1]
- 1 Faltosch = 184320 Quadratfuß[2]

Die Stingene entsprach dem Klafter. Als Längenmaß war sie acht Fuß/Fäuste lang, also 2,2127 Meter. Der Fuß wurde mit 0,2659 Meter = 122,61 Pariser Linien gerechnet.